# Vultur
Vultur es un género de aves Cathartiformes de la familia Cathartidae que incluye dos especies de cóndores de Sudamérica.

## Especies
- Vultur gryphus Linnaeus, 1758 - conocido como cóndor andino
- Vultur messii † Desgrange, Bonini, Georgieff & Ibanez, 2023